# Pietro da Talada

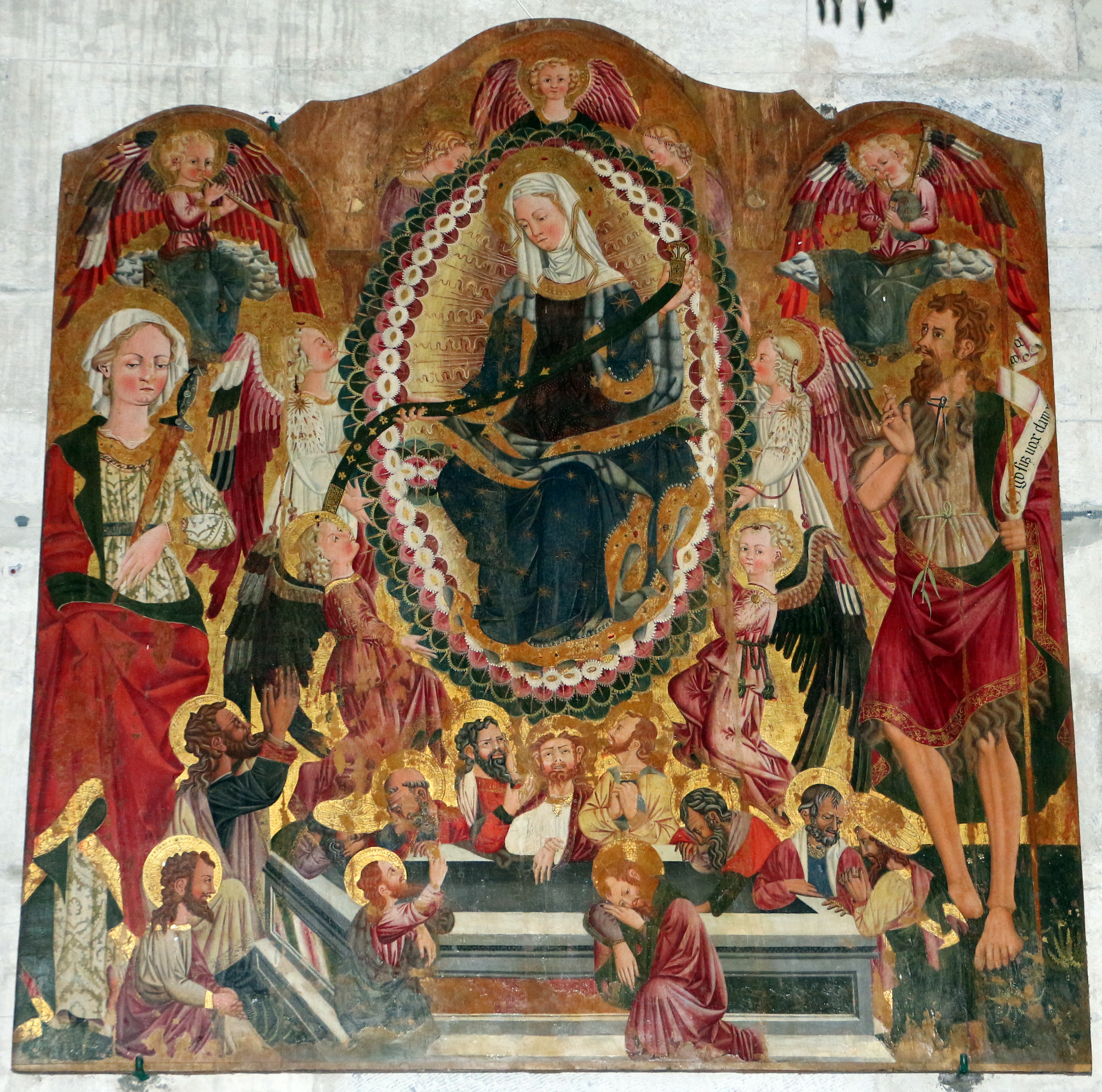
Assunzione della Madonna della Cintola, 1470 circa

Pietro da Talada noto anche come Maestro di Borsigliana (fl. 1463-1499) è stato un pittore italiano in Garfagnana, l'angolo montuoso della Toscana moderna, situato a nord-est di Lucca.

## Biografia
Quasi nessun dettaglio è noto sulla sua vita.. È stato un pittore di provincia che ha mescolato influenze sia del Quattrocento toscano che del tardo gotico. 
È conosciuto da pezzi derivati da alcuni dipinti e predelle, tra cui un trittico nella chiesa di Santa Maria Assunta, a Borsigliana , un dipinto a Santa Maria Assunta a Stazzema e un  raffigurante la Madonna col Bambino al santuario della Madonna del Perpetuo Soccorso a Corfino (Villa Collemandina).
Un suo dipinto di una Madonna in trono è al Museo Nazionale di Villa Guinigi a Lucca.

## Opere
- Pala della «Madonna col bambino che impara a leggere con un sillabario»,  Chiesa di Santa Maria, Capraia di Pieve Fosciana
- Polittico «Madonna col Bambino in trono, San Lorenzo e San Giovanni Battista» Santuario della Madonna del Perpetuo Soccorso, Corfino (Villa Collemandina)
- Trittico della Madonna col figlio e i santi Nicola e Prospero, Chiesa di Santa Maria Assunta, Borsigliana
- Dipinti Sant’Antonio di Padova, San Pietro, San Giovanni Evangelista, Santa Maria Assunta, Camporgiano
- Trittico con la Madonna in trono, una rosa in mano e con il Bambino, un San Giovanni Battista,San Domenico, Chiesa di San Rocco, Rocca Soraggio di Sillano (oggi al museo Guinigi di Lucca)
- Vergine Assunta che dona la santa cintura a San Tommaso in presenza degli apostoli, Chiesa di Santa Maria Assunta, Stazzema